# Wijewo
Wijewo (niem. Weine) – wieś w Polsce położona w województwie wielkopolskim, w powiecie leszczyńskim, w gminie Wijewo.

## Historia
Wieś pierwotnie związana była z Wielkopolską. Ma metrykę średniowieczną i istnieje co najmniej od XIV wieku. Wymieniona po raz pierwszy w dokumencie zapisanym po łacinie z 1370 jako Wiyeuo, 1379 Wyow, 1401 Wyewo, 1417 Wigewo, 1528 Vyewo, 1530 Vyyevo.
Miejscowość była wsią rycerską, następnie kościelną należącą do opactwa cystersów w Wieleniu. W 1370 król Polski Kazimierz Wielki zatwierdził dobra klasztoru w Wieleniu, w tym m.in. Wijewo. W 1379 Pakosz, Jasiek i Czema synowie Szczedrzyka z Dupina nadali klasztorowi w Wieleniu wieś Wijewo. Wieś leżała na terenie opola przemęckiego w Koronie Królestwa Polskiego. W 1401 Wijewo zostało wymienione wśród wsi płacących karę z powodu niestawienia się na obrady opolne w sprawie Wilkowa. W 1417 miejscowość została wymieniona wśród wsi opola przemęckiego, płacących kary na rzecz Przybysława Gryżyńskiego.
W 1533 król Polski Zygmunt Stary potwierdził dobra klasztorne w Przemęcie, w tym także Wijewa. W 1562 Jan Węgorzewski opat przemęcki daje kasztelanowi przemęckiemu Andrzejowi Opalińskiemu wieś Wijewo, a otrzymał w zamian Buchwald. W 1568 transakcję potwierdził biskup poznański Adam Konarski.
Miejscowość była jedną z wsi granicznych pomiędzy Koroną Królestwa Polskiego, a księstwem głogowskim. W 1528 wieś wraz z okolicą odnotowana została przy opisie tej granicy. Biegła ona od kopca narożnego wsi Lgiń leżącej w Królestwie oraz nieistniejących obecnie wsi Strońska i Zbierska leżących w księstwie głogowskim i dalej przez bagno „Miedźwiedzi Kierz”, przez kopiec na górce, czyli na grzępie oraz kopiec naprzeciw łąki karczmarza do kopca narożnego wsi Lgiń, Wijewo i Strońsko pod „Wijewskim Lasem” na końcu wspomnianej łąki karczmarskiej. Dalej granica biegła przez środek „Wijewskiego Lasu” do kopca na łące „Wielki Ostrów”, rozdzielającej Wijewo i Zbiersko, a następnie środkiem lasu biegła przez kopiec na „Morawiczynej Łące” do kopca granicznego leżącego nad strugą zwaną Czarna (obecnie Czernica), który dzielił opustoszałą wówczas wieś Ciosaniec oraz miasto Sława.
Miejscowość odnotowana została także w regestach podatkowych. W 1530 odnotowany został pobór podatku od 2 łanów. W 1563 pobór od 13,5 łana oraz od karczmy dorocznej. W 1566 pobór od 13,5 łana, karczmy dorocznej, 12 zagrodników, w tym 8 z rolami, dwóch rzemieślników. W 1567 miał miejsce pobór od 13,5 łana, 4 zagrodników bez roli, którzy płacili po 2 grosze, od 8 zagrodników z rolami po 4 grosze, karczmy, 2 rzemieślników. W 1580 odbył się pobór od 12 łanów, 10 zagrodników, 5 komorników z inwentarzem po 8 groszy, 12 komorników [bez inwentarza] po 2 grosze, kowala oraz owczarza wypasającego 55 owiec.
Właścicielami wsi byli kolejno ród Leszczyńskich, książę Aleksander Józef Sułkowski, August Sułkowski, dziedzic Leszna Antoni Sułkowski i Celestyn Wojciech Sokolnicki. W XIX wieku wieś trafia w ręce niemieckie (Stift Nauzelle) aby w 1901 wrócić w ręce polskie.
W okresie międzywojennym miejscowość znajdowała się w granicach II Rzeczypospolitej. W miejscowości stacjonował komisariat Straży Granicznej i placówka II linii SG „Wijewo”.
W latach 1975–1998 miejscowość położona była w województwie leszczyńskim. W 1921 roku stacjonowała tu placówka 17 batalionu celnego.

## Obecnie
Przez wieś przebiega droga wojewódzka nr 305.
Miejscowość jest siedzibą gminy Wijewo.
Wieś liczy około 1395 (2011) mieszkańców utrzymujących się głównie z rolnictwa i turystyki.

## Zabytki
- Dwór z końca XIX wieku otoczony parkiem – obecnie siedziba Urzędu Gminy.